# Zastava

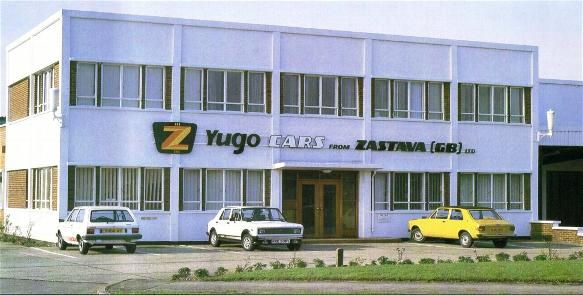
Sede da Zastava LTD no Reino Unido.

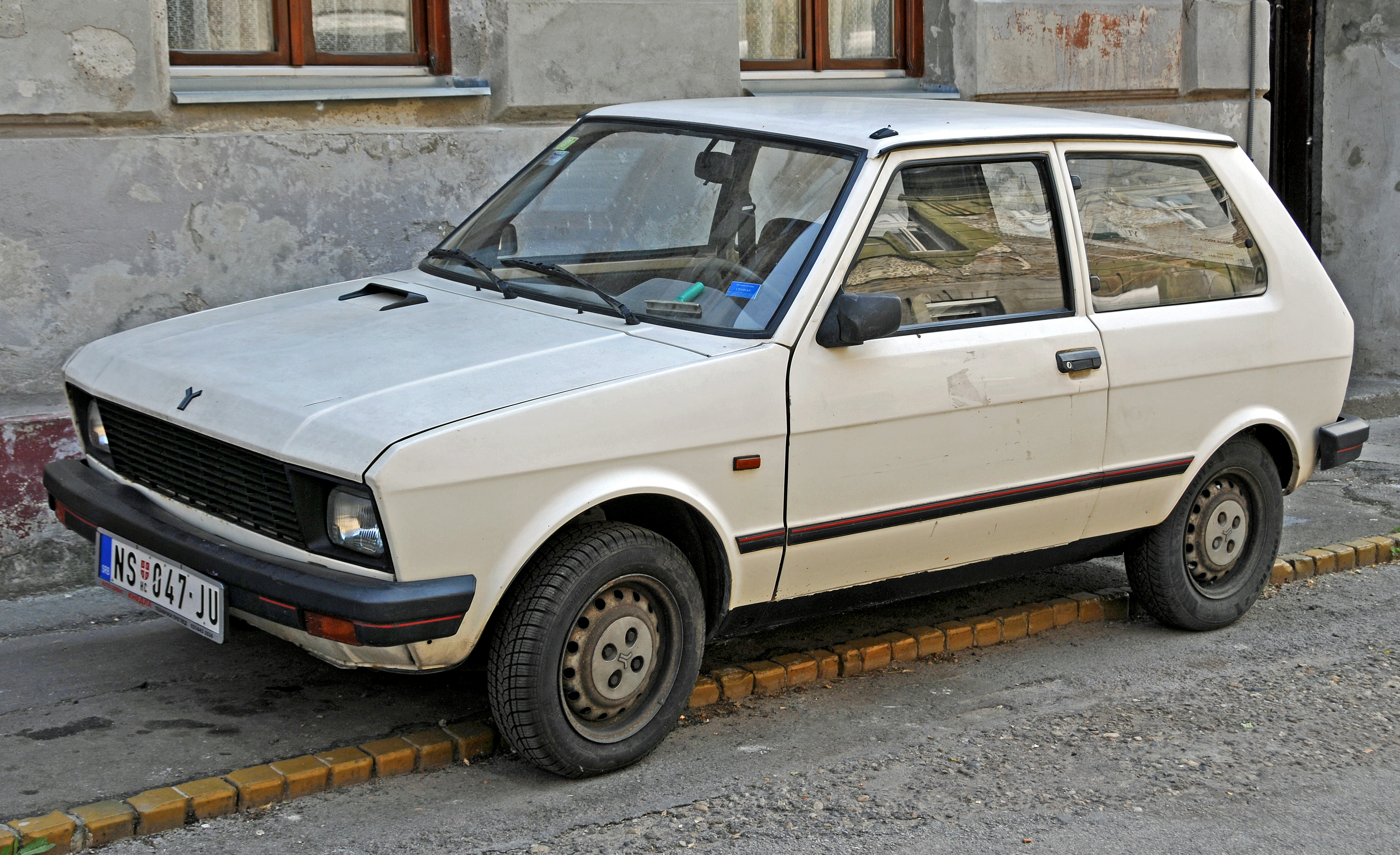
Zastava Yugo na Sérvia.

Zastava foi um conglomerado industrial com sede em Kragujevac, na Sérvia, foi bastante conhecido por montar automóveis na Iugoslávia sob licença da Fiat.

## História
Antes de produzir veículos a Zastava fabricava armas para o exército da Iugoslávia, foi fundada em 1853.
Os primeiros veículos da cidade de Kragujevac eram caminhões/camiões da Ford produzidos exclusivamente para o exército iugoslavo em meados dos anos trinta, naquele tempo a "Zastava" ainda era uma fábrica de armamentos chamada "Vojno-Tehnicki Zavod"(Instituto Técnico do Exército). 

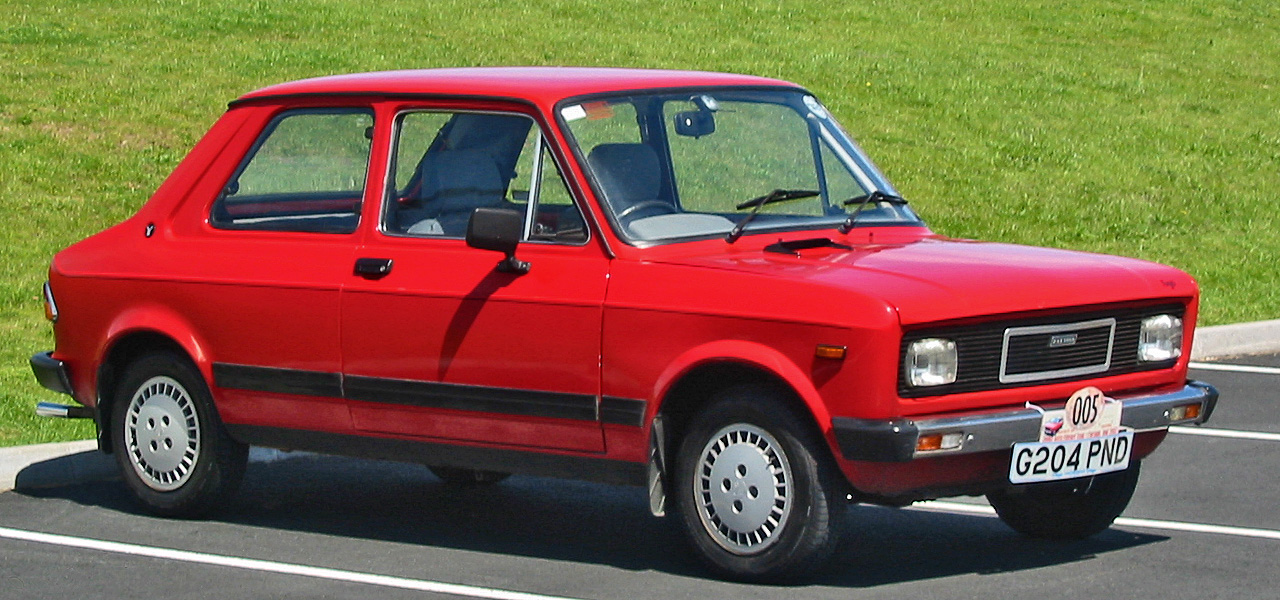
Zastava Yugo 311, também chamado Zastava Skala ou Zastava 101 de 1989.

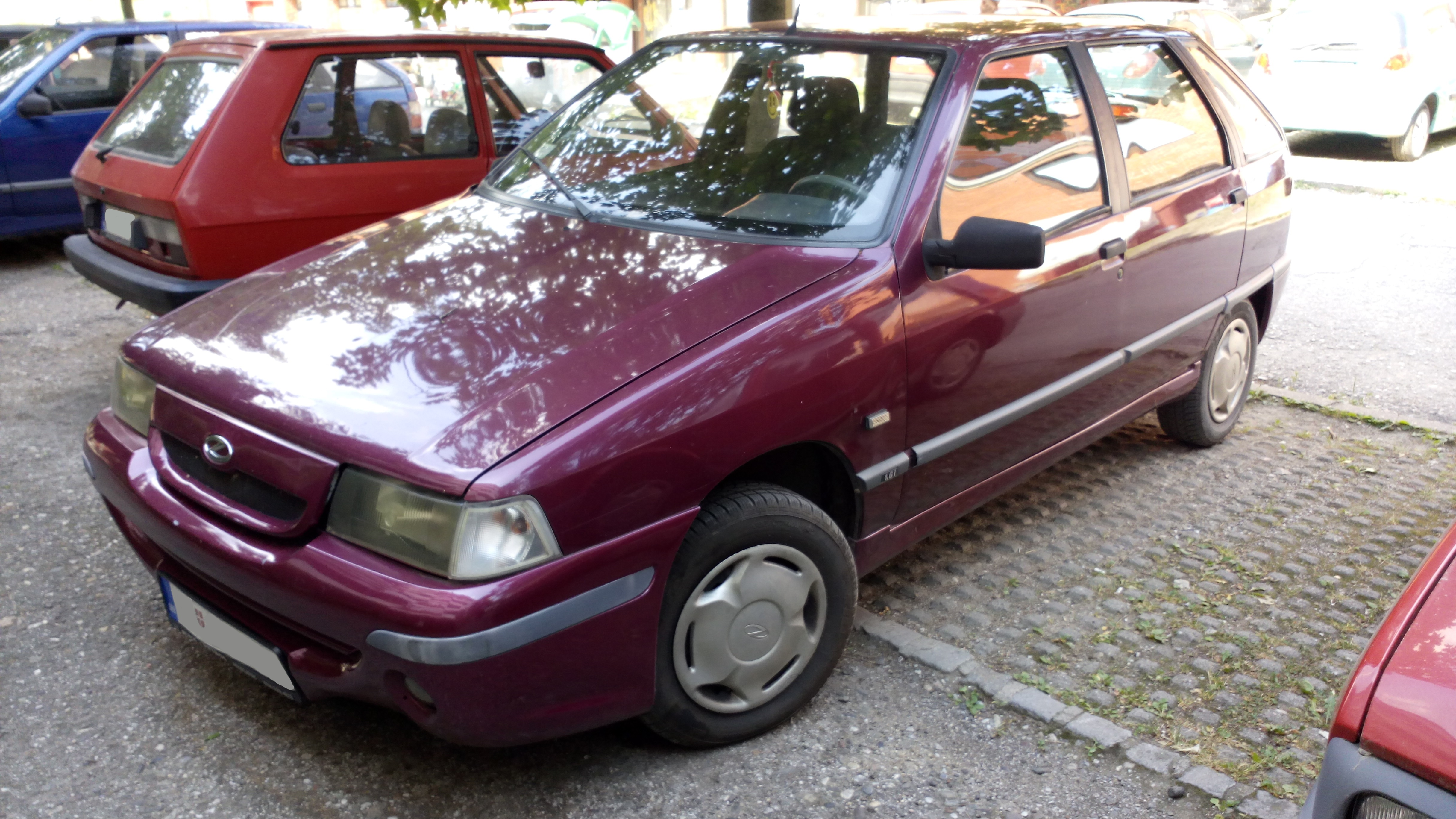
Zastava Yugo Florida ou Zastava Yugo Sana.

Um pequeno número de veículos foram feitos antes de eclodir a Segunda Guerra Mundial em 1941 na Iugoslávia. Em meados dos anos cinqüenta algumas unidades de Jeeps foram produzidas, mas a união com a Willys-Overland do grupo Chrysler foi desfeita e a produção foi encerrada. Depois da Segunda Guerra Mundial a fábrica havia adotado outro nome passando a se chamar: "Zavodi Crvena Zastava" (em português "Fábrica Bandeira Vermelha"). (Mais tarde a "Crvena" deixou de usar este nome). Então começou a fabricar os seus primeiros carros de passageiros em 1954. Estes primeiros veículos da Zastava eram basicamente variações dos carros da Fiat especificamente dos modelos 1400, 1300 e 1900. O primeiro a ser fábricado foi o modelo 1300, um sedã de quatro portas e 1300 cm³ de cilindrada, conhecido na Itália como "Milletrecciento", foi considerado pelos iugoslavos como um dos melhores carros produzidos pela Zastava e um dos mais modernos da época. Depois deste modelo a empresa criou o Zastava 750, modelo este baseado no Fiat 600d, com motor de quatro cilindros, 765 cm³ e 25 hp motor do tipo OHC com tração traseira. A produção em massa deste modelo começou em meados dos anos sessenta e se encerrou em 1981. Durante a década de sessenta a Zastava produziu mais carros baseados em modelos da Fiat entre eles estão os modelos 1100, 1300, 1500, 124 e 125. Mas os modelos 124 e 125 nunca foram produzido pela Zastava e sim eram importados da Itália e posteriormente da Polônia, o modelo 124 era muito raro na Iugoslávia. No início dos anos setenta a Zastava fez outro acordo com a Fiat para a produção do Fiat 128, que foi chamado de Zastava 101 pela empresa. Ainda na década de setenta a Zastava desenvolve mais um modelo baseado com motor Fiat, este supostamente chamado de Zastava 102, mas depois de 1981 passou a se chamar Yugo 45 como é conhecido até os dias de hoje.  
Marketing
O Yugo foi comercializado vigorosamente no final dos anos 80 como um carro que caberia na vida de todos, fornecendo transporte econômico e confiável básico ao longo das linhas do Fusca e do Ford Modelo T anterior. O carro foi promovido como um veículo novo com preço único - fornecendo uma opção para compradores que de outra forma escolheriam um veículo usado - e como um segundo carro confiável para compradores mais ricos. O Yugo levava o slogan "Todo mundo precisa de um Yugo em algum momento".  Esse marketing atraiu com sucesso seu mercado-alvo para compradores de carros novos de baixo orçamento, além de pessoas mais ricas que procuravam um segundo ou terceiro carro acessível.  Um anúncio popular incluiu a campanha 39-90, uma jogada pelo preço de US $ 3.990 do carro.  

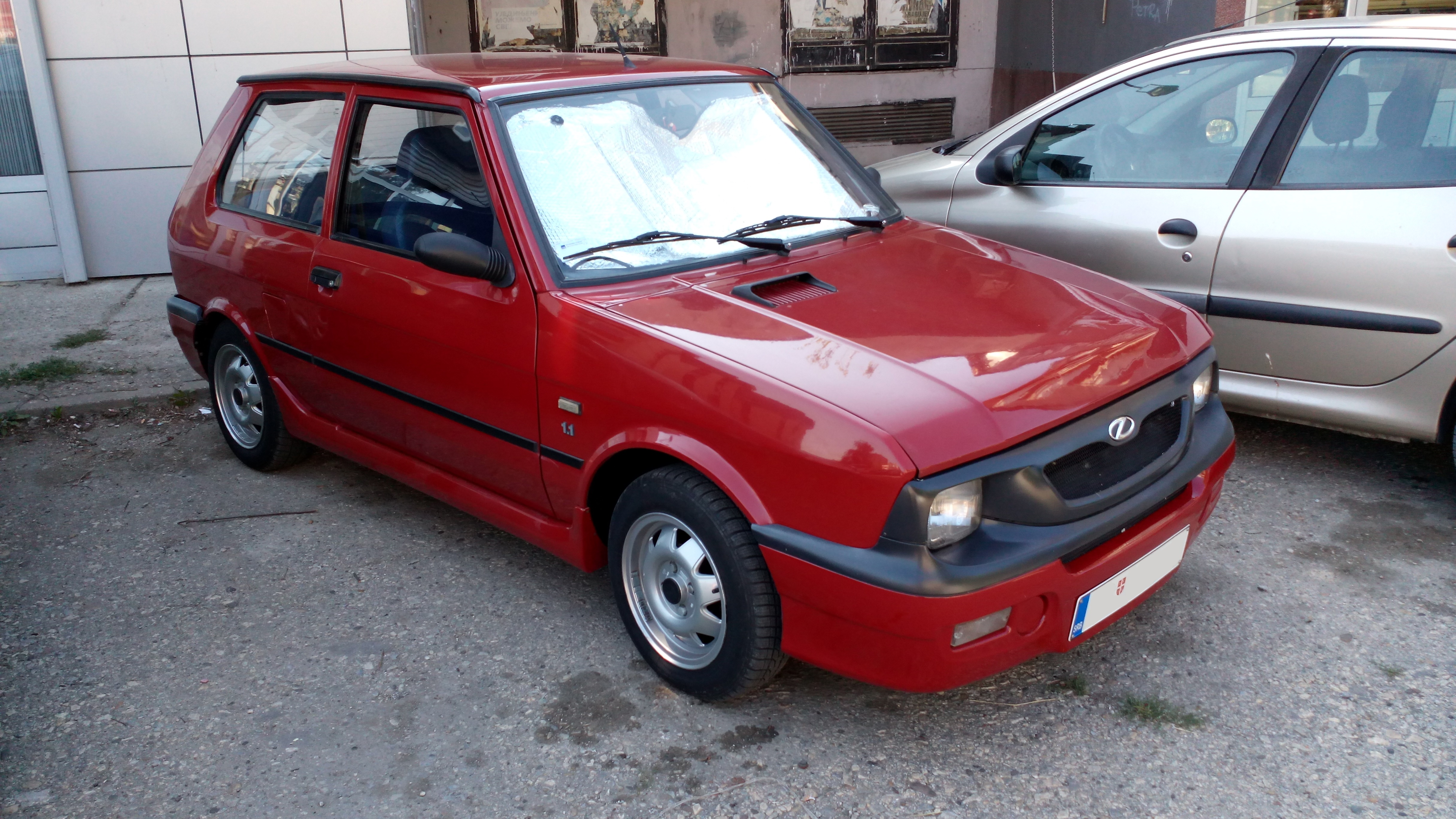
Zastava Koral.

## Yugo
O Yugo foi um veículo produzido pela Zastava vendido em vários países do ocidente, utilizava a mesma plataforma do Fiat 128. Considerado o pior carro já produzido, tendo sido utilizado por artistas como matéria prima para esculturas, sem valor comercial estes carros eram utilizados com sucata para confecção de obras de arte. Continua a ser produzido, porém com o nome de Koral.
Ao longo de sua produção, a gama de modelos foi comercializada sob várias placas de identificação:
- Yugo 45/Zastava Yugo 45 (Iugoslávia, Reino Unido, Europa)
- Yugo 55 com o motor maior da Zastava 101 além disso com carburação (Iugoslávia, Reino Unido, Europa)
- Yugo 60 [versão do carburador de barril duplo Weber com motor 1.1L] (Alemanha, Europa, América Latina)
- Yugo 60efi (motor de injeção eletrônica de combustível 1.1L) (Alemanha, Europa, América Latina)
- Yugo 65 [versão do carburador de barril duplo Weber com motor 1.3L] (Alemanha, Reino Unido, Europa, América Latina)
- Yugo 65efi (motor de injeção eletrônica de combustível 1.3L) (Alemanha, Europa, América Latina)
- Yugo GV (Estados Unidos)
  - Yugo GV Plus Automatic (EUA)
  - Yugo GV Sport (EUA)
  - Yugo GVC (EUA)
  - Yugo GVL (EUA)
  - Yugo GVS (EUA)
  - Yugo GVX (motor 1.3L EFI) (EUA)

- Yugo Cabrio (EUA, Alemanha, Iugoslávia, Grécia);
- Zastava Koral (Sérvia, Europa)
  - Zastava Koral 1.0E (Motor econômico de 903 cc) [33 kW/45 hp] (Sérvia, Europa)
  - Zastava Koral In 1.1i [46 kW/63 hp] (Sérvia, Europa)
  - Zastava Koral In 1.3i [50 kW/68 hp] (Sérvia, Europa)
  - Zastava Koral In L [44.1 kW/60 hp] (Sérvia, Europa)
  - Zastava Koral 45/55 Van (Sérvia, Europa)
- Yugo Cabrio (Iugoslávia, Europa)
- Yugo Ciao (Iugoslávia, Europa)
- Yugo Tempo (Iugoslávia, Europa)
  - Yugo Tempo-por volta de 1991
- Innocenti Koral (Itália)
  - Innocenti Koral Cabrio (Itália)

## Crítica e Resposta
Juntamente com outros veículos da Europa Central e Oriental comercializados no Ocidente durante o século XX, como o Škoda, o Yugo foi alvo de escárnio por críticos que apontaram o uso da tecnologia Fiat da velha geração e por supostos problemas com qualidade e confiabilidade da construção. O Yugo foi votado como um dos piores carros do milênio pelo Car Talk's. Da mesma forma, o Yugo GV foi listado na TIME's "Os 50 Piores Carros de Todos os Tempos'" da lista, e o Yugo 45 classificado # 1 no Complex Magazine's "Os 50 Piores Carros dos anos 80" Lista.
Os defensores do veículo contra-argumentaram que a reputação do Yugo sofreu devido a um problema que também apareceu em carros inicialmente baratos, como o Chevrolet Chevette, Rambler, Crosley e outros - os revendedores estavam descobrindo que muitos proprietários consideravam carros baratos como " descartáveis " e não realizavam manutenção básica, como trocas de óleo.
Um problema crítico de manutenção específico dos Yugo 55 e 65 (o 45 era um motor de 903 cc, com uma corrente de distribuição) [ citação necessária ] era a necessidade de substituição regular da correia de distribuição do motor de interferência - a cada 40.000 milhas (64.000 km). Em um motor sem interferência, a falha da correia dentada não causa mais danos ao motor. No entanto, em um motor de interferência, a falha da correia dentada interrompe a sincronização entre pistões e válvulas de gatilho, fazendo com que colidam entre si (daí o nome mecanismo de interferência), potencialmente destruindo o mecanismo. Embora esse requisito tenha sido enfatizado nos manuais dos proprietários, era frequentemente ignorado pelos proprietários. A fábrica também enfatizou a necessidade de combustíveis de 89 octanas para os motores de baixa compressão.
Alguns proprietários de Yugo relataram que trocas regulares de óleo e manutenção adequada permitem que os carros permaneçam confiáveis e sem problemas. 
Em 1989, Leslie Ann Pluhar, 31 anos, dirigindo um Yugo de 1987 sobre a Ponte Mackinac, no Michigan, morreu quando seu Yugo passou por cima dos trilhos de 910 mm (36 polegadas) da ponte durante ventos de 80 km/h. O incidente foi amplamente divulgado, com a marca do carro identificada com destaque. Muitas recontagens afirmam que o carro foi fisicamente levantado e arrancado da ponte. No entanto, um processo da família da vítima não fez tal alegação, mas propôs que o vento contribuísse para uma perda de controle que terminava com o carro saindo da ponte. O testemunho de especialistas contestou se os ventos eram um fator importante. Outra explicação proposta é que uma colisão com um corrimão na mediana da ponte "lançou" o carro no corrimão oposto. 
Os proprietários do Yugo e modelos relacionados na ex-Iugoslávia se beneficiam de um fornecimento pronto de peças de reposição baratas devido à continuidade geral no design do carro; a familiaridade imediata dos mecânicos locais com os Yugo também reduz o custo de propriedade, uma vez que os Yugos são tão comuns e até são usados como carros de prática para mecânicos aprendizes. Além disso, a simplicidade do motor do carro facilita a correção e muitos proprietários iugoslavos costumavam consertar o carro. Todas as peças para o Yugo estão prontamente disponíveis nos Estados Unidos. 
Uma piada comum dos EUA sobre um veículo ineficiente é "Yugo Nowhere" ("Você não vai a lugar nenhum"), referindo-se ao fracasso das vendas do carro nos Estados Unidos.
Um Zastava 101 (uma variante sedan da linha Yugo) foi apresentado no desfile de automóveis britânico Top Gear , onde foi apresentado em um segmento filmado na Albânia, onde os três apresentadores o chamaram de "Bentley Mulsanne" depois que Bentley decidiu não permitir o Top Gear usar um Mulsanne real contra um Mercedes S-Class 65 e um Rolls Royce Ghost. Enquanto os apresentadores Richard Hammond e James May dirigiam os novos Mercedes e Rolls Royce, respectivamente, Clarkson deveria dirigir o novo Bentley - então ele teve que dirigir o Yugo. Além de Clarkson chamar o Yugo de "o carro menos refinado que eu já dirigi", ele foi constantemente criticado, a certa altura superaqueceu e não conseguiu dar partida, completamente destruído fisicamente, e então foi jogado de um penhasco e destruído enquanto May o dirigia para simular uma morte simulada por May, após uma perseguição policial encenada na Albânia. Em um segmento do episódio, eles tentaram colocar um homem albanês obeso se fingindo de morto (aderindo ao tema de qual carro eles achavam que seria melhor para a máfia albanesa) no porta-malas de seus carros. Surpreendentemente, o Yugo foi o único carro de sucesso nesse desafio, embora o homem "morto" fosse muito visível no carro. Também foi apresentado em um dos programas de automóveis da Clarkson nos anos 90, chamado Jeremy Clarkson: Desencadeado em carros. Ele dirigiu o Yugo e, depois de reprovar seu desempenho, estilo e qualidade de construção, ele o explodiu com uma arma de tanque e o atropelou e esmagou com o mesmo tanque, destruindo totalmente o carro e reduzindo-o a sucata. 

## Modelos em 2007

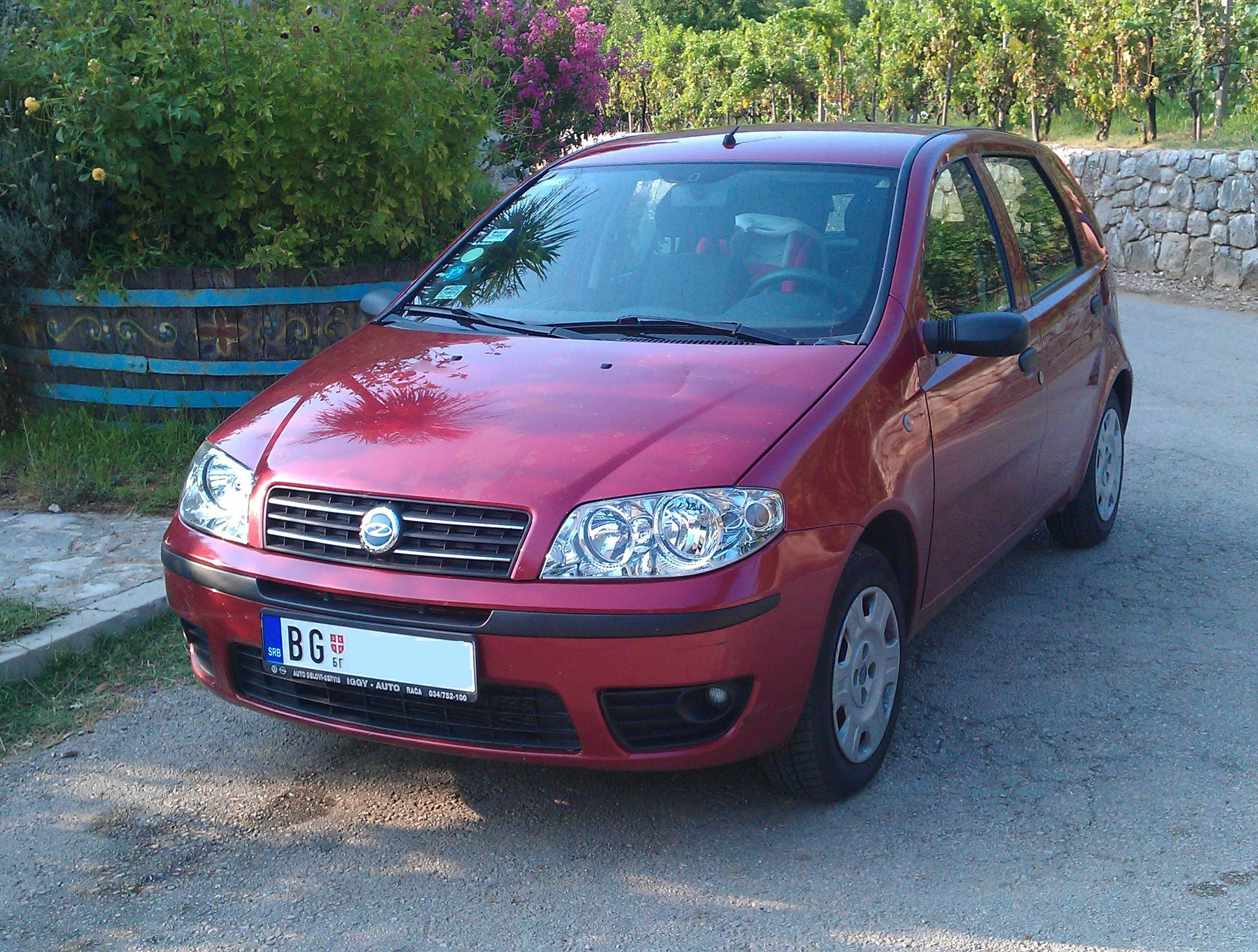
Zastava 10

Seu modelo mais famoso são os carros da linha Zastava (em servo-croata, "bandeira").
- Zastava Skala
- Zastava Koral
- Zastava Florida In
- Zastava 10

## Parceria com a Fiat
Em 30 de abril de 2008 a Fiat anunciou a celebração de um memorando de entendimento com o Ministério da Fazenda da Sérvia visando à aquisição de certos ativos da Zastava . Após a realização de estudos econômicos nos meses que se seguem, as partes poderam celebrar um acordo definitivo.